# ロニー・クインタレッリ
ロニー・クインタレッリ（Ronnie Quintarelli 、1979年8月9日 - ）は、イタリア共和国ヴェネト州ヴェローナ県出身のレーシングドライバー。

## プロフィール
- 身長：172cm
- 体重：62kg
- 愛車 : 日産・スカイライン
- 血液型：Rh−A型

## 経歴
6歳のときに父親から与えられたゴーカートがモータースポーツとの出会い。10歳でカートレースデビュー。1999年にヨーロッパカート選手権125ccクラスのチャンピオンタイトルを獲得した。
2000年、イタリア フォーミュラ・ルノーシリーズに出場する。2001年には、ユーロカップ フォーミュラ・ルノーに出場。2002年には、ドイツ・フォーミュラ・ルノー シリーズに出場している。この時期はレース参戦資金の不足により、戦闘力を持つ体制での参戦ができないという悩みを抱えていた。2001年はシリーズ参戦を中断し、カート界に逆戻りもしている。
2002年、レース活動継続が可能か不透明だった時期に、それまで面識はなかったが、クインタレッリの走りをみてその才能を評価したというピエール＝アンリ・ラファネルから自宅に電話が入った。日本のINGINGでチーム監督として仕事をしていたラファネルがクインタレッリに日本でのレース活動をオファーし、レースシートを求めて来日。同年から復活した富士グランチャンピオンレース（GC-21）にINGINGからスポット参戦。ここでの走りが2003年の全日本F3選手権のシート獲得へとつながり、INGINGからフル参戦することとなる。翌2004年の全日本F3選手権で8勝を挙げ、2位に42ポイントの大差をつけシリーズチャンピオンを獲得した。
2005年、SUPER GT・500クラスにデビューする。TOYOTA TEAM SARDから参戦しシリーズ16位。同年途中にKONDO Racingよりオファーがかかり、日本のトップカテゴリーである全日本選手権フォーミュラニッポン第4戦富士から参戦し、いきなり入賞を果たし適応力を見せた。その後も上位入賞を続け、シリーズ9位を獲得。フォーミュラ・ニッポン参戦は急遽決定したため、デビュー戦では前年所属したINGINGのレーシングスーツで出場した。鈴鹿サーキットで単発イベントとして開催された鈴鹿1000kmにはこの年のSUPER GT同様にサードからスープラで参戦し、逆転優勝を飾っている。
2006年、GT500クラス第6戦鈴鹿にTOYOTA TEAM CERUMOから第3ドライバーとして、スポット参戦し決勝7位の成績を残した。同年にはINGINGのフォーミュラ・ニッポン参戦に伴いチームに復帰し、2007年の第4戦（岡山国際サーキット）で念願の初優勝を遂げた。2008年も体制を継続して参戦。
2007年、GT500クラス第4戦セパンから第6戦鈴鹿に、TOYOTA TEAM KRAFTからスポット参戦した（第4戦・第5戦は服部尚貴のパートナー、第6戦は第3ドライバー）。
2008年にニッサン陣営のハセミモータースポーツに加入。新規投入されたGT-Rをドライブし、2年振りのフル参戦を果たし、第7戦もてぎでGT500クラス初優勝を飾る。同年10月5日に元レースクイーンの女性と結婚。
2010年、星野一義監督率いるTEAM IMPULに移籍。
2011年、GT500クラスにステップアップしたMOLAに移籍し、柳田真孝とのコンビで参戦。第4戦のスポーツランドSUGOでシーズン初勝利を挙げると、その後も安定した成績を残し、初のシリーズチャンピオンを獲得した。

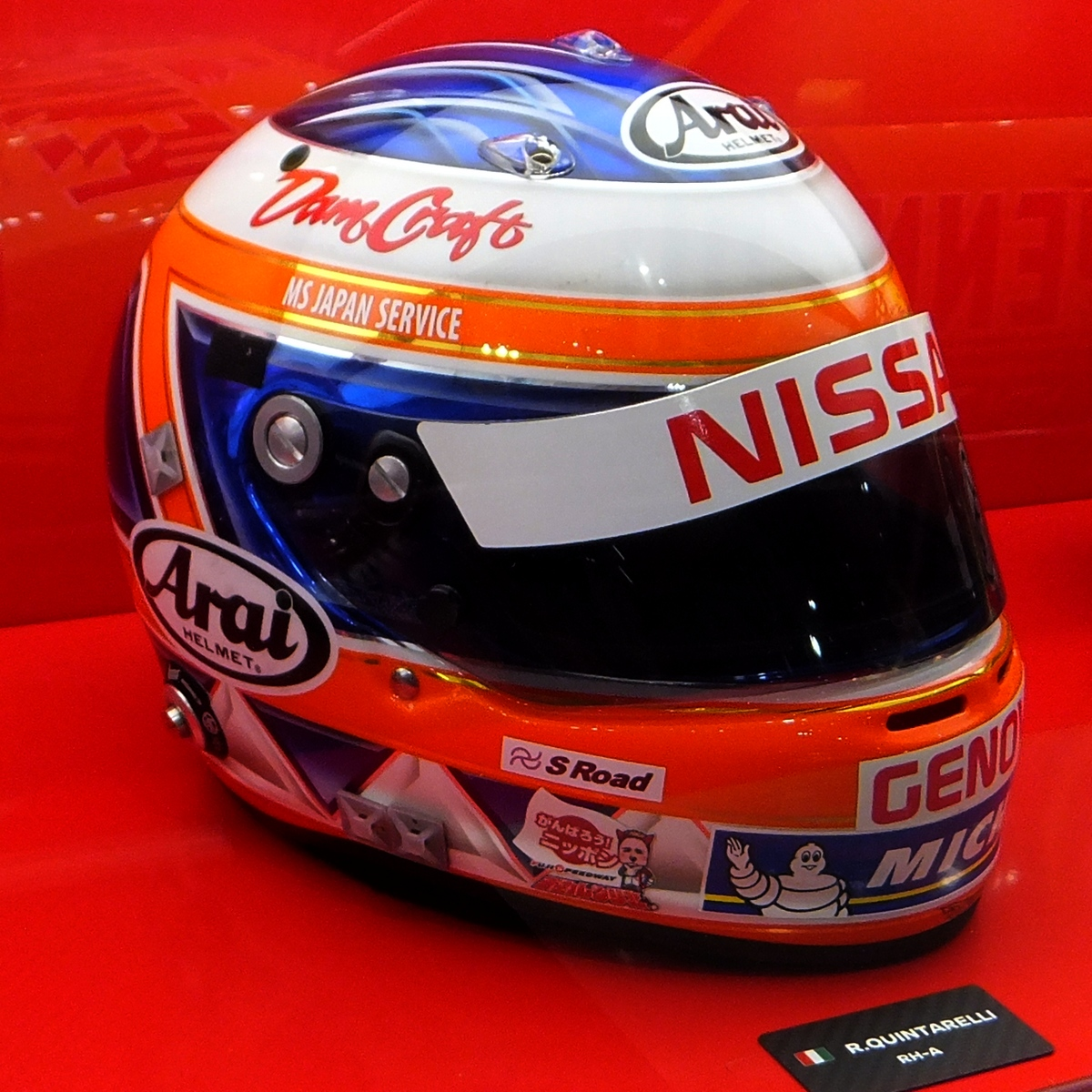
クインタレッリのヘルメット（2012年仕様）

2012年も同じ体制で継続参戦。第4戦のSUGO以降は5戦連続で表彰台に登り、第5戦の鈴鹿1000kmでシーズン初勝利をポール・トゥ・ウィンで飾ると、その後第7戦のオートポリスでの勝利でチャンピオン獲得を確定させた。最終戦前の王座確定は2007年、ARTA NSXの伊藤大輔、ラルフ・ファーマン組以来、5年ぶりのことだった。また、同一コンビによるシーズン連覇は、全日本GT選手権（JGTC）時代から遡っても史上初である。
2013年は、柳田とともにNISMOに移籍。NISMOも柳田、ロニーの移籍に伴いタイヤをブリヂストンからミシュランに変更する。開幕戦岡山、第4戦SUGO、第5戦鈴鹿と表彰台に上がるも、シーズンを通して苦戦。シリーズ6位に終わり、同一コンビによる3連覇達成はならなかった。また2014年からのドイツツーリングカー選手権（DTM）との車両規則統合にともない、柳田とともにシリーズを戦いながら、2014年導入予定の、GT-R NISMO GT500の開発ドライバーを務めた。インタビューなどでは、コンビパートナーである柳田真孝のことを「マー」と呼んでおり、良好な関係が窺えた。
2014年は柳田に代わり、7年ぶりのチーム復帰となる松田次生とコンビを組み参戦。第3戦オートポリスでシーズン初優勝を飾ると、次戦のSUGOではノーポイントに終わるもののその後の富士・鈴鹿と2戦続けて2位表彰台を獲得。ランキング3位で迎えた最終戦もてぎはポールポジションからスタートし、1周目でタイトルを争うジェームズ・ロシターとジョアオ・パオロ・デ・オリベイラが接触するという波乱のレースで優勝。ロシターが10位、伊藤大輔・アンドレア・カルダレッリ組は2位となったため逆転でGT500クラス最多タイ(脇阪寿一・本山哲・立川祐路と並ぶ)3度目のタイトルを獲得。NISMOにとっては2008年以来のチャンピオン獲得となった。ほかシーズン途中から、インタープロトシリーズに参戦。チームララパルーザ16号車の渡辺久和と組んで、第3戦、最終戦に参戦した。
2015年も引き続き、ディフェンディングチャンピオンとして松田とともにNISMOから参戦。第2戦富士をポールトゥーウィンでシーズン初優勝を飾るも、その後は表彰台にも上がれず苦戦が続く。しかし第7戦オートポリスで、ライバルのカルソニックインパルを抑え、2勝目を上げ、シリーズランキングも2位に浮上。タイトル争いがかかった最終戦もてぎは、予選がウェットコンディションになった影響で、予選12位からスタートとなり、逆転チャンピオンが難しい状況と思われた。しかし決勝レース直前に再び雨が落ち始め、ミシュランタイヤとの相性がいいウェットコンディションとなり、ロニーが順調に追い上げ、またピット作業の速さもあり、後半スティントを担当した松田が一時トップに浮上。優勝は37号車、Keeper TOM'S（平川亮、アンドレア・カルダレッリ）に譲ったが、2位に入り、逆転でのシリーズチャンピオンを決めた。史上最多の4度目のシリーズチャンピオン獲得となり、2度目の連覇を達成した。4回のシリーズチャンピオン獲得は、SUPER GT 史上単独最多記録。ほか、昨年に引き続き、ララパルーザ16号車（渡辺久和）より、インタープロトシリーズにフル参戦した。
2016年も、NISMOより松田と組んでSUPER GTに参戦。同年6月、母国であるイタリア共和国からSUPER GTでの功績と東日本大震災後の東北地方での継続した社会貢献活動が認められ、勲章であるウッフィチャーレが授与された。
また2024年シーズンをもってSUPER GTにおける活動を終了することが本人の公式サイトおよびX(旧Twitter)等にて2024年11月20日に発表された。12月7 - 8日開催のRd5代替戦・鈴鹿をもってSUPER GTにおける活動を終了した。
2025年からはNISMOアンバサダー兼アドバイザーに新たに就任。並行してインタープロトシリーズへの参戦も継続。スーパー耐久では運営団体スーパー耐久未来機構（STMO）のエグゼクティブドライビングアンバサダーに就任、第3戦の富士24時間レースではイゴール・フラガと共にTEAM ZEROONEからスポット参戦する。

## エピソード
- 妻が日本人女性であり、以下のエピソードが示す通りレース中の無線やインタビューも流暢な日本語でこなす姿が認められる。
  - 由良拓也は上手でない英語で話しかけたら「日本語でいいよ」と言われたと述べている。
  - 柳田真孝はゲスト解説の際、英語で無線してもロニーからの回答が日本語で応答してくると述べている。
- 来日して初めて所属したチームがINGINGだった事もあり、チームの拠点である山口県に居住していた。F3でチャンピオンを獲得し、サードからGT500に参戦が決まった際、チームから名古屋のマンションの提供を固辞する程山口県を気に入っていた。その後日産に移籍し、夫人との結婚に伴い現在[いつ?]は横浜に移住している。

## レース戦績
- 1999年 - ヨーロッパ・カート選手権 125ccクラス（シリーズチャンピオン）
- 2000年 - イタリア・フォーミュラ・ルノー（シリーズ3位）
- 2001年 - ユーロカップ・フォーミュラ・ルノー（シリーズ7位）
- 2002年
  - ドイツ・フォーミュラ・ルノー（シリーズ2位）
  - GC-21＜スポット参戦＞
- 2003年 - 全日本F3選手権（INGING MOTORSPORT #4 INGING F302／ダラーラF302 3S-GE）（シリーズ4位）
- 2004年 - 全日本F3選手権（INGING MOTORSPORT #4 INGING F302/3／ダラーラF302/3 3S-GE）（シリーズチャンピオン・8勝）
- 2005年
  - 全日本選手権フォーミュラ・ニッポン＜Rd.4-9＞（KONDO Racing Team #4／ローラB351 MF308）（シリーズ9位）
  - SUPER GT・GT500クラス（TOYOTA TEAM SARD #39 デンソー サード スープラGT／スープラ JZA80 3UZ-FE）（シリーズ16位）
  - 第34回インターナショナルポッカ1000km・GT500クラス（IDC SARD RACING TEAM#39 IDC大塚家具 サード スープラ／スープラ JZA80 3UZ-FE）（総合優勝）
- 2006年
  - 全日本選手権フォーミュラ・ニッポン（Team BOSS･INGING FormulaNippon #33／ローラB06/51 RV8J）（シリーズ10位）
  - SUPER GT・GT500クラス＜Rd.6 スポット参戦＞（TOYOTA TEAM CERUMO #1 ZENT セルモ SC／SC430 UZZ40 3UZ-FE）（決勝7位・シリーズ24位）
- 2007年
  - 全日本選手権フォーミュラ・ニッポン（Team BOSS･INGING FormulaNippon #33／ローラB06/51 RV8J）（シリーズ7位）
  - SUPER GT・GT500クラス＜Rd.6 スポット参戦＞（TOYOTA TEAM KRAFT #35 BANDAI 00 DUNLOP SC430／SC430 UZZ40 3UZ-FE）（決勝DNF）
- 2008年
  - 全日本選手権フォーミュラ・ニッポン（CERUMO/INGING #33／ローラB06/51 RV8J）（シリーズ9位）
  - SUPER GT・GT500クラス（HASEMI MOTOR SPORT #3 YellowHat YMS TOMICA GT-R／GT-R R35 VK45DE）（シリーズ12位・1勝）
- 2009年 - SUPER GT・GT500クラス（HASEMI MOTOR SPORT #3 HASEMI TOMICA EBBRO GT-R／GT-R R35 VK45DE）（シリーズ7位・1勝）
- 2010年 - SUPER GT・GT500クラス（TEAM IMPUL #12 カルソニック IMPUL GT-R／GT-R R35 VRH34A）（シリーズ5位・1勝）
- 2011年 - SUPER GT・GT500クラス（MOLA #46 S Road MOLA GT-R／GT-R R35 VRH34A→VRH34B）（シリーズチャンピオン・1勝）
- 2012年 - SUPER GT・GT500クラス（MOLA #1 S Road REITO MOLA GT-R／GT-R R35 VRH34B）（シリーズチャンピオン・2勝）
- 2013年 - SUPER GT・GT500クラス（NISMO #23 MOTUL AUTECH GT-R／GT-R R35 VRH34B）（シリーズ6位）
- 2014年 
  - SUPER GT・GT500クラス（NISMO #23 MOTUL AUTECH GT-R／GT-R NR20A）（シリーズチャンピオン・2勝）
  - インタープロトシリーズ・Professional Class＜Rd.3～＞（#16 ララパルーザ/kuruma）（シリーズ5位）
- 2015年 
  - SUPER GT・GT500クラス（NISMO #1 MOTUL AUTECH GT-R／GT-R NR20A）（シリーズチャンピオン・2勝）
  - インタープロトシリーズ・Professional Class（#16 ララパルーザ/kuruma）（シリーズ6位）
- 2016年 
  - SUPER GT・GT500クラス（NISMO #1 MOTUL AUTECH GT-R／GT-R NR20A）（シリーズ3位・2勝）
  - インタープロトシリーズ・Professional Class（#16 TOMEI SPORTS/kuruma）（シリーズ3位）
- 2017年 - SUPER GT・GT500クラス（NISMO #23 MOTUL AUTECH GT-R／GT-R NR20A）（シリーズ2位・1勝）
- 2018年 - SUPER GT・GT500クラス（NISMO #23 MOTUL AUTECH GT-R／GT-R NR20A）（シリーズ8位・1勝）
- 2019年 - SUPER GT・GT500クラス（NISMO #23 MOTUL AUTECH GT-R／GT-R NR20A）（シリーズ3位）
- 2020年 - SUPER GT・GT500クラス（NISMO #23 MOTUL AUTECH GT-R／GT-R NR20B）（シリーズ6位・2勝）
- 2021年 - SUPER GT・GT500クラス（NISMO #23 MOTUL AUTECH GT-R／GT-R NR4S21）（シリーズ9位・1勝）
- 2022年 - SUPER GT・GT500クラス（NISMO #23 MOTUL AUTECH Z／フェアレディZ NR4S21）（シリーズ7位）
- 2023年 - SUPER GT・GT500クラス（NISMO #23 MOTUL AUTECH Z／フェアレディZ NR4S21）（シリーズ3位）
- 2024年 - SUPER GT・GT500クラス（NISMO #23 MOTUL AUTECH Z／フェアレディZ NR4S24）

### 全日本フォーミュラ3選手権
| 年     | チーム | シャシー       | エンジン      | クラス | 1      | 2      | 3       | 4      | 5      | 6      | 7      | 8      | 9      | 10     | 11     | 12     | 13     | 14     | 15     | 16      | 17     | 18     | 19       | 20     | 順位 | ポイント |
| ------ | ------ | -------------- | ------------- | ------ | ------ | ------ | ------- | ------ | ------ | ------ | ------ | ------ | ------ | ------ | ------ | ------ | ------ | ------ | ------ | ------- | ------ | ------ | -------- | ------ | ---- | -------- |
| 2003年 | INGING | ダラーラF302   | トヨタ・3S-GE |        | SUZ1 3 | SUZ2 3 | FSW1 3  | FSW1 5 | TAI1 3 | TAI2 3 | TRM1 5 | TRM2 6 | SUZ1 6 | SUZ2 6 | SUG1 2 | SUG2 2 | TSU1 4 | TSU2 2 | SUG1 4 | SUG2 3  | MIN1 4 | MIN2 2 | TRM1 2   | TRM2 2 | 4位  | 200      |
| 2004年 | INGING | ダラーラF302/3 | トヨタ・3S-GE |        | SUZ1 9 | SUZ2 6 | TSU1 13 | TSU2 1 | OKA1 2 | TAI2 1 | TRM1 2 | TRM2 1 | SUZ1 4 | SUZ2 1 | SUG1 1 | SUG2 1 | MIN1 3 | MIN2 6 | SEN1 2 | SEN2 13 | MIN1 1 | MIN2 1 | TRM1 Ret | TRM2 3 | 1位  | 251      |

- 太字はポールポジション、斜字はファステストラップ。(key)

### フォーミュラ・ニッポン
| 年     | チーム                           | シャシー     | エンジン     | タイヤ | 1     | 2       | 3       | 4       | 5       | 5       | 6        | 6       | 7       | 7       | 8     | 9      | 順位 | ポイント |
| ------ | -------------------------------- | ------------ | ------------ | ------ | ----- | ------- | ------- | ------- | ------- | ------- | -------- | ------- | ------- | ------- | ----- | ------ | ---- | -------- |
| 2005年 | KONDO RACING                     | ローラ・B351 | 無限・MF308  | B      | TRM   | SUZ     | SUG     | FSW 5   | SUZ 5   | SUZ 5   | MIN 2    | MIN 2   | FSW Ret | FSW Ret | TRM 5 | SUZ 10 | 9位  | 12       |
| 2006年 | Team BOSS・INGING Formula Nippon | ローラ・FN06 | トヨタ・RV8J | B      | FSW 5 | SUZ Ret | TRM Ret | SUZ Ret | AUT 5   | AUT 5   | FSW 10   | FSW 10  | SUG 4   | SUG 4   | TRM 9 | SUZ 12 | 10位 | 6        |
| 2007年 | Team BOSS・INGING Formula Nippon | ローラ・FN06 | トヨタ・RV8J | B      | FSW 5 | SUZ 6   | TRM 5   | OKA 1   | SUZ Ret | SUZ Ret | FSW 7    | FSW 7   | SUG 8   | SUG 8   | TRM 6 | SUZ 14 | 7位  | 27       |
| 2008年 | CERUMO／INGING                   | ローラ・FN06 | トヨタ・RV8J | B      | FSW 5 | SUZ 8   | TRM Ret | OKA 7   | SUZ1 10 | SUZ2 9  | TRM1 Ret | TRM2 13 | FSW1 6  | FSW2 3  | SUG 7 |        | 9位  | 21.5     |

(key)

### SUPER GT
| 年     | チーム             | 使用車両            | クラス | 1       | 2       | 3       | 4      | 5       | 6       | 7      | 8      | 9      | 順位 | ポイント |
| ------ | ------------------ | ------------------- | ------ | ------- | ------- | ------- | ------ | ------- | ------- | ------ | ------ | ------ | ---- | -------- |
| 2005年 | TOYOTA TEAM SARD   | トヨタ・スープラ    | GT500  | OKA 8   | FSW Ret | SEP 9   | SUG 2  | TRM 14  | FSW 12  | AUT 11 | SUZ 11 |        | 16位 | 21       |
| 2006年 | TOYOTA TEAM CERUMO | レクサス・SC430     | GT500  | SUZ     | OKA     | FSW     | SEP    | SUG     | SUZ 7   | TRM    | AUT    | FSW    | 24位 | 9        |
| 2007年 | TOYOTA TEAM KRAFT  | レクサス・SC430     | GT500  | SUZ     | OKA     | FSW     | SEP 11 | SUG 9   | SUZ Ret | TRM    | AUT    | FSW    | 24位 | 2        |
| 2008年 | HASEMI MOTOR SPORT | 日産・GT-R          | GT500  | SUZ 15  | OKA 10  | FSW 15  | SEP 9  | SUG 11  | SUZ 5   | TRM 1  | AUT 6  | FSW 13 | 12位 | 39       |
| 2009年 | HASEMI MOTOR SPORT | 日産・GT-R          | GT500  | OKA 12  | SUZ 13  | FSW 7   | SEP 1  | SUG 9   | SUZ 2   | FSW 6  | AUT 8  | TRM 12 | 7位  | 49       |
| 2010年 | TEAM IMPUL         | 日産・GT-R          | GT500  | SUZ Ret | OKA 4   | FSW 6   | SEP 1  | SUG 4   | SUZ 12  | FSW C  | TRM 5  |        | 5位  | 47       |
| 2011年 | MOLA               | 日産・GT-R          | GT500  | OKA 6   | FSW 10  | SEP 2   | SUG 1  | SUZ 2   | FSW 7   | AUT 2  | TRM 2  |        | 1位  | 90       |
| 2012年 | MOLA               | 日産・GT-R          | GT500  | OKA 8   | FSW 7   | SEP 14  | SUG 3  | SUZ 1   | FSW 2   | AUT 1  | TRM 2  |        | 1位  | 93       |
| 2013年 | NISMO              | 日産・GT-R          | GT500  | OKA 3   | FSW Ret | SEP 9   | SUG 3  | SUZ 2   | FSW 9   | AUT 8  | TRM 8  |        | 6位  | 50       |
| 2014年 | NISMO              | 日産・GT-R          | GT500  | OKA 7   | FSW 8   | AUT 1   | SUG 14 | FSW 2   | SUZ 2   | CHA 10 | TRM 1  |        | 1位  | 81       |
| 2015年 | NISMO              | 日産・GT-R          | GT500  | OKA 13  | FSW 1   | CHA 5   | FSW 4  | SUZ 7   | SUG 6   | AUT 1  | TRM 2  |        | 1位  | 79       |
| 2016年 | NISMO              | 日産・GT-R          | GT500  | OKA 1   | FSW 1   | SUG 9   | FSW 4  | SUZ 6   | CHA 14  | TRM 9  | TRM 7  |        | 3位  | 62       |
| 2017年 | NISMO              | 日産・GT-R          | GT500  | OKA 7   | FSW 4   | AUT 5   | SUG 4  | FSW 2   | SUZ 2   | CHA 9  | TRM 1  |        | 2位  | 82       |
| 2018年 | NISMO              | 日産・GT-R          | GT500  | OKA 5   | FSW 1   | SUZ 6   | CHA 12 | FSW 9   | SUG 7   | AUT 15 | TRM 7  |        | 8位  | 43       |
| 2019年 | NISMO              | 日産・GT-R          | GT500  | OKA 2   | FSW 2   | SUZ Ret | CHA 11 | FSW 3   | AUT 13  | SUG 3  | TRM 8  |        | 3位  | 52.5     |
| 2020年 | NISMO              | 日産・GT-R          | GT500  | FSW 11  | FSW 9   | SUZ 1   | TRM 8  | FSW 11  | SUZ 1   | TRM 7  | FSW 9  |        | 6位  | 51       |
| 2021年 | NISMO              | 日産・GT-R          | GT500  | OKA Ret | FSW Ret | SUZ 1   | TRM 9  | SUG 9   | AUT 3   | TRM 15 | FSW 7  |        | 9位  | 41       |
| 2022年 | NISMO              | 日産・フェアレディZ | GT500  | OKA 3   | FSW 4   | SUZ 12  | FSW 14 | SUZ 5   | SUG 2   | AUT 14 | MOT 13 |        | 7位  | 37       |
| 2023年 | NISMO              | 日産・フェアレディZ | GT500  | OKA 1   | FSW 7   | SUZ 13  | FSW 13 | SUZ Ret | SUG 2   | AUT 10 | MOT 2  |        | 3位  | 56       |
| 2024年 | NISMO              | 日産・フェアレディZ | GT500  | OKA 5   | FSW 2   | SUZ 10  | FSW 13 | SUZ 8   | SUG 12  | AUT 2  | MOT 9  |        | 8位  | 45       |

- 太字はポールポジション、斜字はファステストラップ。(key)
- * : 今シーズンの順位。（現時点）

## レース以外の受賞歴
- イタリアの星勲章・ウッフィチャーレ章 - 東日本大震災の被災地支援活動を評価[10]